# Рекультивація земель, зайнятих відходами гірничого виробництва
Рекультивація земель, зайнятих відходами гірничого виробництва
Землі, використовувані для складування відходів гірничого виробництва, зокрема збагачення корисних копалин, займають значні площі і служать джерелом забруднення навколишнього середовища пилом і газами. Зменшення земельних площ, відчужуваних для складування відходів, досягається застосуванням різних схем обробки відходів збагачення.
Найпростішою є схема зі згущенням відходів флотації до вмісту твердого 700 – 800 кг/м3, після чого вони змішуються з породою гравітаційного відділення в співвідношенні 1:4 (по масі). Якщо отримана суміш виявляється недостатньо зневодненою, у суміш додають негашене вапно в кількості 1 – 10 кг/т. Підготовлену в такий спосіб суміш відходів можна транспортувати автосамоскидами в плоскі відвали, яри, відпрацьовані кар’єри. Засипані площі після покриття шаром чорнозему піддають рекультивації.

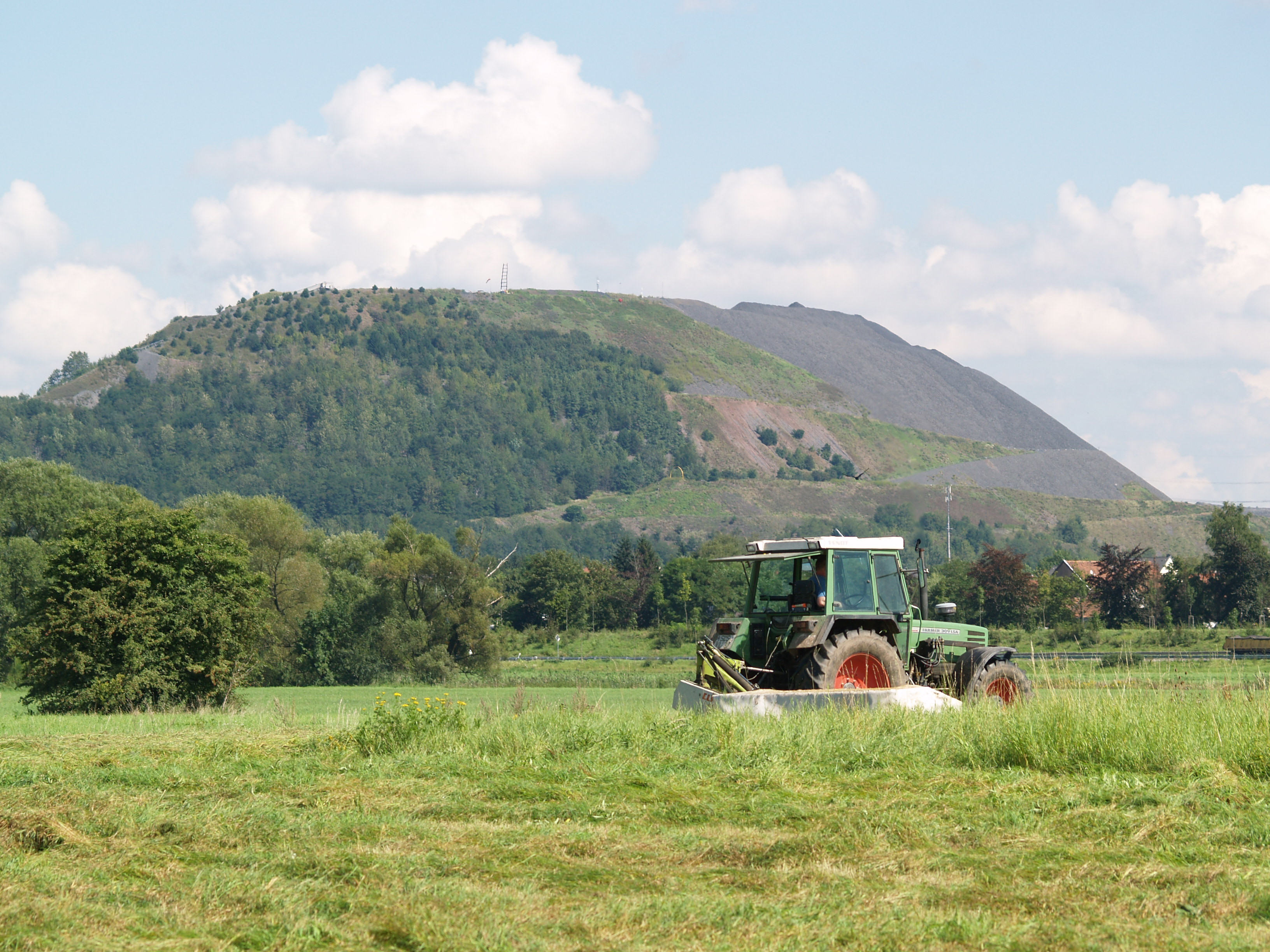
Частково озеленений терикон. Саар. Німеччина.

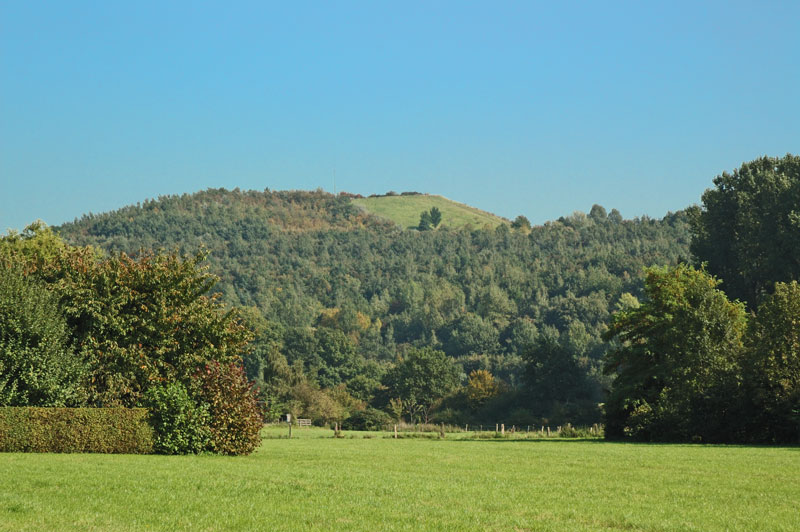
Повністю озеленений терикон. Німеччина.

Різновидом розглянутої технології є схема, за якою до згущених відходів флотації для стабілізації суміші флотовідходів з крупною породою додають цемент (6 % від маси твердої фази у відходах). 
Перспективною є технологічна схема, що передбачає послідовне зневоднення відходів флотації в циліндроконічних згущувачах і фільтр-пресах та складування їх разом з відходами гравітаційного відділення.
Маса відходів збагачення, що знаходяться у відвалах, становить десятки мільйонів тонн. Відвали минулих років, які звичайно розташовані поблизу або всередині населених пунктів, є джерелами пило-
і газоутворення, а також займають значні площі, що можуть бути використані під забудову. 
Матеріал відвалів може бути сировиною для добування деяких металів, в тому числі й рідкісних. 
Можливі такі технологічні рішення по приведенню площ, зайнятих відвалами, у первісний стан або під забудову:
- – розробка відвалів з вивозом породи для використання її як закладний матеріал або для заповнення вільних ємностей у кар’єрах;
- – гасіння відвальних мас і перетворення териконів у плоскі відвали, озеленення і використання їх як вільних територій, позбавлених зон шкідливого впливу;
- – планування породної маси на вільній площі або в межах відвалу;
- – осушення, нанесення родючого ґрунтового шару й озеленення територій, зайнятих басейнами-сховищами.

При цьому необхідно попутно здійснювати радіаційний контроль відвалів, а також контроль інших еманацій, які притаманні тим чи іншим гірським породам, залежно від їх складу.